# Edificio Bunge y Born
El Edificio Bunge y Born es la sede del otrora gigantesco conglomerado de empresas relacionadas con la agroindustria homónimo. Se encuentra en el cruce de las calles 25 de Mayo y Lavalle, en el barrio de San Nicolás de la ciudad de Buenos Aires, Argentina.

## Historia
Bunge y Born fue una sociedad que formaron en 1884 dos hombres venidos de Amberes, Bélgica, con el objetivo de exportar productos agropecuarios de la Argentina: Ernesto Bunge y Jorge Born. Sin embargo, los belgas se asentaron, y al crecer fueron diversificando, creando Molinos Río de la Plata (cereales) y Grafa (textil).
En 1923 la compañía contrató al arquitecto Pablo Naeff para que proyectara la sede de Bunge y Born en Buenos Aires. Ese mismo año la Municipalidad aprobó los planos y la empresa constructora de Piquet y Arano comenzó las obras. El lugar fue un lote desarrollado sobre la calle Lavalle, entre la Avenida Leandro N. Alem y la calle 25 de Mayo, sobre la antigua barranca del Río de la Plata, y el edificio fue terminado en 1926. Más tarde, Naeff proyectaría para la compañía su sede en la ciudad de Rosario, pero en clave art decó.
Con la consolidación de los activos mundiales del grupo en la empresa Bunge Limited y la desaparición formal de la sociedad argentina Bunge y Born, el edificio pasa en el año 2000 a ser administrado por la Fundación Bunge y Born. El edificio es ocupado desde el año 2003 por las oficinas de la empresa Bunge Argentina, subsidiaria argentina de Bunge Limited.

## Descripción
Haciendo honor al origen de sus fundadores, la sociedad encargó al arquitecto Naeff un diseño que recordara al estilo de las construcciones clásicas de la tierra natal de Bunge y Born. Por ello, el edificio pertenece a la corriente del gótico flamenco, y su arquitectura resulta distintiva ya que aquel no es un estilo que abunde en Buenos Aires, como sí lo hacen otros europeos como el academicismo francés o el italianizante.
Ocupando un terreno con notable pendiente, lo cual suma un piso completo al bajar hacia la Avenida Alem, otro rasgo que lo acerca a las construcciones contiguas es la recova con arcos que poseen todos los edificios con frente a esa avenida. En esta parte de la obra se destacan los arcos ojivales clásico del gótico. 

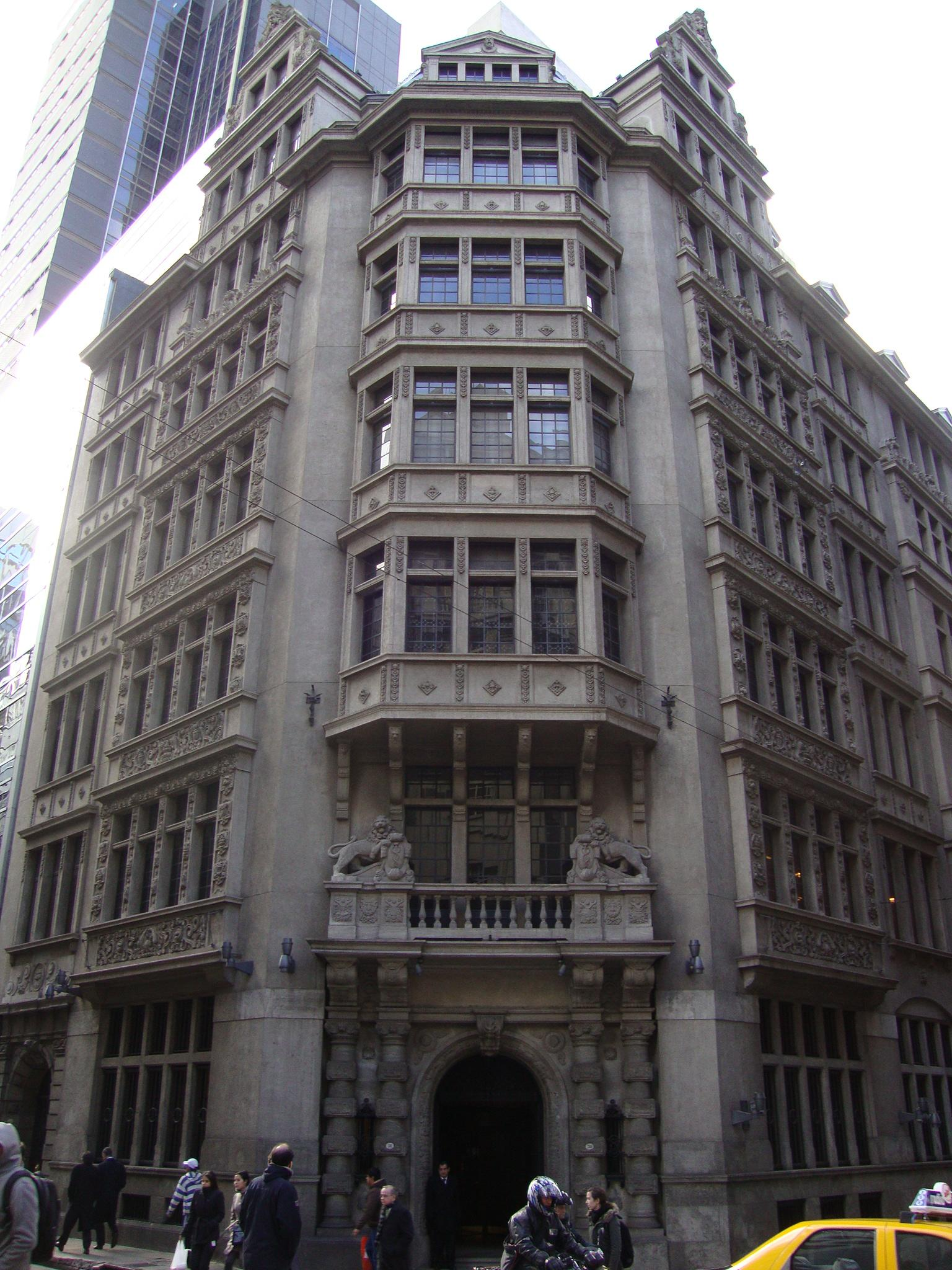
Vista del acceso principal, en la esquina de Lavalle y 25 de Mayo.

También en la fachada hacia Alem se realza un volumen saliente que comienza en el segundo piso, y continúa aún después del retiro progresivo de la fachada a partir del séptimo piso, llegando hasta el noveno (último), donde termina en un coronamiento. Ese mismo frente posee altos ventanales, destacando la verticalidad del edificio en un terreno que resulta angosto.
El edificio Bunge y Born está repleto de elementos decorativos alusivos tanto a la actividad agropecuaria, a través de motivos y relieves, como a la herencia cultural de sus fundadores, a través de los elementos de estilo gótico tales como balaustres, molduras, cresterías. Las mieses de trigo, herramientas de labrado y referencias a la naturaleza se mezclan con los rostros de guerreros, de leones e imágenes de barcos.
Los elementos constructivos son de gran calidad: el basamento está revestido en piedra caliza (los pisos superiores poseen un revoque que imita a este elemento), mismo material utilizado para la estatua El sembrador que adorna la entrada principal en la ochava de la esquina de Lavalle y 25 de Mayo; los interiores (hall y sala de ascensores) están revestidos en mármol de Carrara de diversos tonos; las oficinas del Directorio están adornadas con boiserie y poseen un cielorraso muy ornamentado e incluso las piezas cerámicas de los pisos y las cortinas de enrollar son traídas de Europa.